# Bernhard Borissowitsch Kafenhaus
Bernhard Borissowitsch Kafenhaus (russisch Бернгард Борисович Кафенгауз; * 1. Julijul. / 13. Juli 1894greg. in Proskurow; † 27. Juni 1969 in Moskau) war ein russischer Historiker und Hochschullehrer.

## Leben
Kafenhaus stammte aus einer jüdischen Familie. 1913 begann er das Studium an der historisch-philologischen Fakultät der Universität Moskau (MGU). Er spezialisierte sich auf russische Geschichte. Seine Lehrer waren Michail Michailowitsch Bogoslowski, Juri Wladimirowitsch Gauthier und Alexei Iwanowitsch Jakowlew. Kafenhaus schloss das Studium 1920 ab und war dann Aspirant im Institut für Geschichte der Russischen Assoziation der Forschungsinstitute für Sozialwissenschaften (RANION). Daneben arbeitete er als Statistiker und als Wanderführer und Erzieher in einer Kinderkolonie.
1924–1935 war Kafenhaus wissenschaftlicher Mitarbeiter im Forschungsinstitut des Volkskommissariats für Handel der UdSSR.
1936 wurde Kafenhaus Dozent an der historischen Fakultät der MGU. Er erarbeitete die wissenschaftlich Ausgabe des von Iwan Tichonowitsch Possoschkow 1724 verfassten Buchmanuskripts über die Armut und den Reichtum, die 1937 erschien. 1938 verteidigte Kafenhaus seine Kandidatdissertation über das Werk Iwan Tichonowitsch Possoschkows.
Von 1940 bis 1965 war Kafenhaus wissenschaftlicher Mitarbeiter des Instituts für Geschichte der Akademie der Wissenschaften der UdSSR. Während des Deutsch-Sowjetischen Krieges sammelte Kafenhaus in den Archiven des Ural-Gebiets Materialien über die Demidows. 1946 verteidigte er seine Doktordissertation über die Wirtschaft der Demidows und die Entwicklung der Uraler Hüttenindustrie. 1948 folgte die Ernennung zum Professor. Seine Arbeitsschwerpunkte waren die sozioökonomische Geschichte Russlands im 18. Jahrhundert, die Geschichte Pskows und die Quellenkunde. Er beteiligte sich an der Vorbereitung einer Reihe von wichtigen Ausgaben zur russischen Geschichte.
1954 erhielt Kafenhaus den Orden des Roten Banners der Arbeit.
Kafenhaus war verheiratet mit Tamara Andrejewna geborene Prudkowskaja (1893–1969), die die jüngere Schwester der Malerin Nadeschda Andrejewna Udalzowa war und ohne Abschluss an den Höheren Künstlerisch-Technischen Werkstätten studiert hatte. Ihr Sohn Juri (1929–2008) wurde Künstler. Kafenhaus älterer Bruder war der Ökonom und Politiker Lew Borissowitsch Kafenhaus.
Kafenhaus wurde auf dem Moskauer Nowodewitschi-Friedhof begraben.